# Boršt, Metlika
Boršt je naselje v Občini Metlika.